# Megalomys audreyae
Megalomys audreyae és un rosegador orizomini extint de Barbuda. Fou descrit a partir d'un maxil·lar inferior sense la primera molar i una incisiva superior aïllada, ambdós de datació incerta dins el Quaternari. És una de les espècies més petites del gènere Megalomys. No se sap gaire cosa sobre aquest animal. S'han posat en dubte els seus orígens i els caràcters que el diferencien d'«Ekbletomys hypenemus». La filera de dents del maxil·lar inferior té una llargada de 8,7 mm als alvèols. La tercera molar és relativament estreta, mentre que la segona i la tercera tenen una vall ampla entre les cúspides exteriors.

## Història
Cap al 1900, John Walter Gregory descobrí restes de M. audreyae entre les bretxes d'una cova de Barbuda de la qual es desconeix la localització exacta. En la seva descripció d'Oryzomys luciae del 1901, Charles Immanuel Forsyth Major es referí a l'espècie de Barbuda com un altre membre del grup Megalomys, però mai no arribà a publicar-ne una descripció. Édouard Louis Trouessart li assignà el nom Oryzomys (Megalomys) majori en la seva obra Catalogus Mammalium, però aquest nom es considera un nomen nudum perquè no comportava una descripció de espècie. Arthur Hopwood l'acabà descrivint el 1926 i, seguint les intencions de Forsyth Major, li donà el nom de Megalomys audreyae en honor d'Audrey Gregory, l'esposa del descobridor.
Clayton Ray dugué a terme una revisió dels orizominis del Carib el 1962 després d'examinar i tornar a descriure els espècimens trobats per Gregory. Suggerí que M. audreyae podria provenir en realitat de Barbados, en lloc de Barbuda, i que la confusió hauria sorgit de la semblança dels noms. Aquesta teoria es basava en la presència d'un altre orizomini («Ekbletomys hypenemus») en altres dipòsits de coves de Barbuda, proves circumstancials de la presència d'un rosegador nadiu a Barbados, dubtes sobre si Gregory havia estat mai a Barbuda i qüestions biogeogràfiques.
Les obres publicades des d'aleshores s'han referit poques vegades a M. audreyae i sempre sense aprofundir en la seva descripció. En la seva revisió de les extincions recents de mamífers publicada el 1999, Ross MacPhee i C. Flemming informaren de la trobada de restes de M. audreyae en una localitat de Barbuda coneguda com a «Darby Sink», que s'havia datat cap al 1200 dC mitjançant la datació per radiocarboni. A més a més, avançaren la possibilitat que M. audreyae i «Ekbletomys» fossin una mateixa espècie. Tanmateix, el 2009 Samuel Turvey suggerí que el material de Barbuda incloïa espècimens de dos orizominis diferents, fet que significaria que M. audreyae és una espècie vàlida.

## Descripció

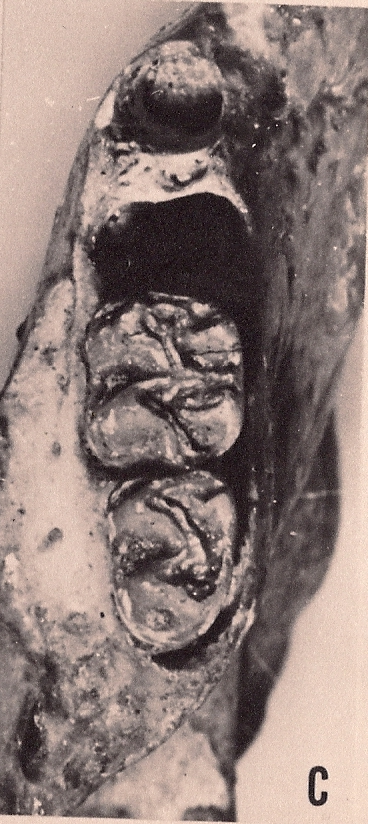
Filera de dents inferior amb la segona i tercera molars

Les úniques restes de Megalomys audreyae descrites a la bibliografia són els dos espècimens descoberts per Gregory: una incisiva superior esquerra i un maxil·lar inferior esquerre. La incisiva superior, que manca de solcs, té un diàmetre de 2,6 mm de llargada i 1,5 mm d'amplada, sense cap altra característica destacable.
El maxil·lar inferior, que està molt danyat i ha perdut les apòfisis condília, coronoide i angular, conté la segona i tercera molars i part de la incisiva inferior, però també ha perdut la primera molar. La projecció capsular de la incisiva inferior és petita. Els alvèols, que s'han conservat, indiquen que la primera molar tenia arrels grosses al davant i el darrere i una de més petita entremig. La segona molar és més o menys quadrada i presenta les quatre cúspides principals que s'observen habitualment en els rosegadors: el protocònid, el metacònid, l'hipocònid i l'entocònid. Igual que en la majoria d'orizominis, també hi ha un mesolòfid ben desenvolupat. La vall principal entre les cúspides, l'hipoflèxid, és ample i té forma de «V». La tercera molar és igual de llarga que la segona, però més estreta i amb un entocònid poc desenvolupat. Aquesta molar també presenta un hipoflèxid ample i en forma de «V». La filera de dents té una llargada de 8,7 mm als alvèols. La segona molar té una llargada de 2,5 mm i una amplada de 2,2 mm, mentre que la tercera molar fa 2,5 mm de llargada i 1,8 mm d'amplada.
En la seva descripció d'«Ekbletomys hypenemus» a partir de restes òssies abundants de Barbuda i Antigua, Ray es fixà en els detalls que el diferenciaven de M. audreyae, l'únic altre rosegador nadiu que s'ha trobat en aquestes illes. M. audreyae és molt més petit que «Ekbletomys». Per exemple, en una sèrie de 72 espècimens d'aquest últim, la llargada alveolar de les dents molars oscil·lava entre 10,3 i 12,6 mm, amb una mitjana d'11,6 mm i una desviació estàndard de 0,49 mm, mentre que en M. audreyae és de només 8,7 mm. A més a més, els hipoflèxids en forma de «V» i la tercera molar estreta de M. audreyae contrasten amb els hipoflèxids estrets i de vores paral·leles d'«Ekbletomys» i la seva tercera molar ampla. Aquests caràcters i d'altres presents en espècies de Megalomys de les quals s'ha trobat material més complet convenceren Ray que M. audreyae i «Ekbletomys» no només eren espècies diferents, sinó que tampoc no eren parents propers. Suggerí que la combinació d'una mida grossa, presència a les Petites Antilles i semblances en la morfologia de les molars apuntava cap a una relació entre M. audreyae i les altres espècies de Megalomys, a més d'avançar la possibilitat que M. curazensis, una espècie de mida similar i oriünda de Curaçao, fos el parent més proper de M. audreyae.